# 春日井市交通児童遊園

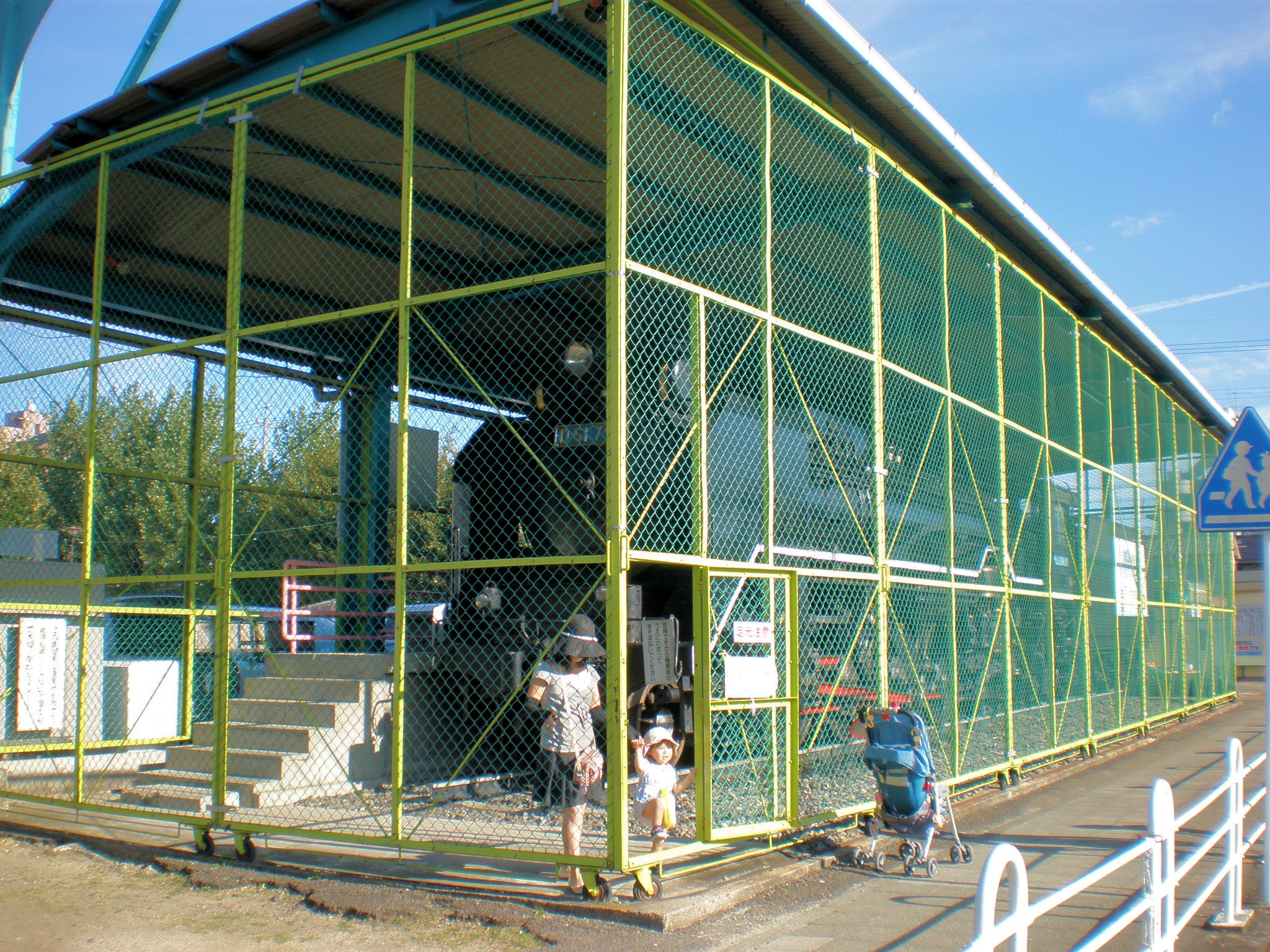
交通児童遊園内にある機関車

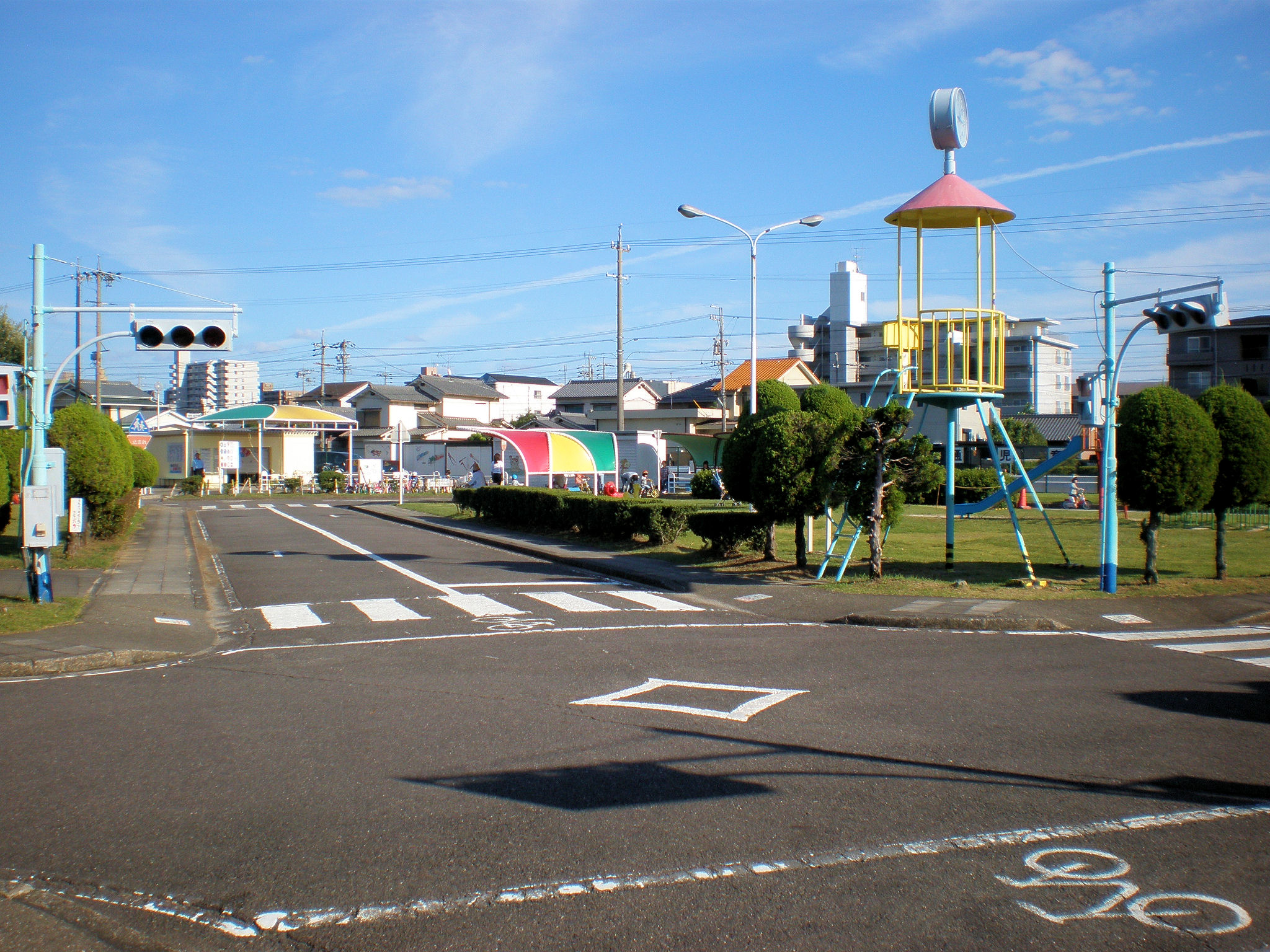
交通児童遊園

春日井市交通児童遊園（かすがいしこうつうじどうゆうえん）は、愛知県春日井市弥生町にある公園である。

## 沿革
- 1970年（昭和45年） - 開園[2]。
- 2022年（令和4年） - リニューアル工事開始[2]。
- 2023年（令和5年） - リニューアル工事終了[2]。

## 施設
- 児童館[2][4]
- 蒸気機関車（SL）の展示[2][4]
- 消防署の展示[3]
- 交通トレーニングコース[2][3][4]

## 交通手段
- JR中央本線春日井駅下車、徒歩約15分。
- 名鉄バス「八事町」バス停留所下車、徒歩約5分。